# Alchemilla betuletorum
Alchemilla betuletorum är en rosväxtart som beskrevs av Werner Hugo Paul Rothmaler. Alchemilla betuletorum ingår i släktet daggkåpor, och familjen rosväxter. Inga underarter finns listade i Catalogue of Life.